# Jallerange
Jallerange är en kommun i departementet Doubs i regionen Bourgogne-Franche-Comté i östra Frankrike. Kommunen ligger i kantonen Audeux som tillhör arrondissementet Besançon. År 2022 hade Jallerange 277 invånare.

## Befolkningsutveckling
Antalet invånare i kommunen Jallerange
Referens:INSEE